# Pallenoides stylirostrum
Pallenoides stylirostrum är en havsspindelart som beskrevs av Stock, J.H. 1973. Pallenoides stylirostrum ingår i släktet Pallenoides och familjen Callipallenidae. Inga underarter finns listade i Catalogue of Life.